# Veniliornis
Veniliornis – rodzaj ptaków z podrodziny dzięciołów (Picinae) w rodzinie dzięciołowatych (Picidae).

## Zasięg występowania
Rodzaj obejmuje gatunki występujące w Ameryce Południowej i Środkowej.

## Morfologia
Długość ciała 13–20 cm; masa ciała 23–46 g.

## Systematyka
W 2019 roku James Van Remsen Jr. zaproponował dołączenie  Veniliornis i Leuconotopicus do rodzaju Dryobates. Ta propozycja nie została jednogłośnie zaakceptowana. Jednak część autorów przyjęło ją i np. autorzy Birds of the World uwzględniają wszystkie gatunki rodzaju Veniliornis w Dryobates.

### Etymologia
- Dendrobates: gr. δενδροβατης dendrobatēs „ktoś wspinający się na drzewa”, od δενδροβατεω dendrobateō „wspinać się na drzewa”, od δενδρον dendron „drzewo”; βατεω bateō „stąpać”, od βαινω bainō „chodzić”[7]. Gatunek typowy: Picus affinis Swainson, 1821; młodszy homonim Dendrobates Wagler, 1830 (Amphibia).
- Veniliornis: rodzaj Venilia[a] Bonaparte, 1850 (dzięcioł); gr. ορνις ornis, ορνιθος ornithos „ptak”[8].
- Eleopicus: gr. ελαια elaia „oliwkowy”; późnogr. πικος pikos „dzięcioł”, od łac. picus „dzięcioł”[9]. Gatunek typowy: Picus olivinus Natterer & Malherbe, 1845[b].
- Callipicus: gr. καλλος kallos „piękno”, od καλος kalos „piękny”; późnogr. πικος pikos „dzięcioł”, od łac. picus „dzięcioł”[10]. Gatunek typowy: Picus callonotus Waterhouse, 1841.
- Campias: gr. καμπη kampē „gąsienica”; πιαζω piazō „chwytać”[11]. Gatunek typowy: Picus tephrodops Wagler, 1827 (= Picus passerinus Linnaeus, 1758).

### Podział systematyczny
Do rodzaju należą następujące gatunki:
- Veniliornis kirkii (Malherbe, 1845) – dzięcioł krasnorzytny
- Veniliornis cassini (Malherbe, 1862) – dzięcioł gujański
- Veniliornis spilogaster (Wagler, 1827) – dzięcioł pstrokaty
- Veniliornis mixtus (Boddaert, 1783) – dzięcioł piaskowy
- Veniliornis lignarius (G.I. Molina, 1782) – dzięcioł kreskowany
- Veniliornis sanguineus (A.A.H. Lichtenstein, 1793) – dzięcioł krwisty
- Veniliornis passerinus (Linnaeus, 1766) – dzięcioł jarzębaty
- Veniliornis frontalis (Cabanis, 1883) – dzięcioł falisty
- Veniliornis callonotus (Waterhouse, 1841) – dzięcioł szkarłatny
- Veniliornis dignus (P.L. Sclater & Salvin, 1877) – dzięcioł czerwonokarkowy
- Veniliornis nigriceps (d’Orbigny, 1841) – dzięcioł prążkowany
- Veniliornis affinis (Swainson, 1821) – dzięcioł czerwonoplamy
- Veniliornis chocoensis Todd, 1919 – dzięcioł krótkodzioby
- Veniliornis maculifrons (von Spix, 1824) – dzięcioł złotokarkowy